# عشق همه چیز است
عشق همه چیز است (به انگلیسی: "Love Is All There Is a 1996") یک فیلم کمدی عاشقانه، بر اساس یک داستان نوین از داستان رومئو و ژولیت است که توسط جوزف بولونیا و رنه تیلور کارگردانی شده‌است که ضمناً هر دو نفر نیز در این فیلم حضور دارند.

## بازیگران
- لاین کازان
- جوزف بولونیا
- باربارا کاررا
- رنه تیلر
- ویلیام هیکی
- دیک ون پاتن
- ابی ویگودا
- کانی استیونز
- پل ساروینو
- آنجلینا جولی
- ناتانیل مارستون